# Гагара, Василий Яковлевич
Василий Яковлевич Гагара (Гогара) (последняя треть XVI века, Плёс — после 1637, Москва) — купец, путешественник, писатель.

## Биография
Жил в Казани, торговал с Персией. До 40 лет жил, по собственным словам, «блудно и скверно», в результате чего рано умерла жена, утонул корабль с товарами, начались неудачи в торговле. После церковного покаяния и обета совершить паломничество в Иерусалим за год нажил вдвое больше потерянного.
В 1634 году со слугой и восемью спутниками отправился по Волге из Казани в Астрахань, а оттуда — в Тифлис. В Грузии осмотрел храм Метехи, развалины укрепления Нарикалы.
В Иерусалиме побывал на приёме у вифлеемского митрополита Афанасия.
20 декабря 1635 года прибыл в Египет, где встретился с александрийским патриархом Герасимом Спарталиотом и получил от него грамоту к царю Михаилу Федоровичу. В Каире и его окрестностях осмотрел христианские древности и пирамиды фараонов, побывал на реке Нил.
По дороге на родину собирал сведения о внешней политике Турции, Польши, Молдавии. Встречался в Яссах с митрополитом Варлаамом.
В Виннице был задержан и ограблен воеводой Калиновским, принявшим его за московского посла в Турции Афанасия Буколова. Все бумаги и грамоты, найденные у него, были отобраны и увезены в Варшаву королю Владиславу IV. 14 недель находился под стражей и был освобождён по грамоте, присланной из Москвы.
14 апреля 1637 года приехал в Киев, где беседовал с архиепископом Афиногеном и митрополитом П. Могилой. Из Киева через Путивль в мае 1637 года вернулся в Москву.
За свои странствия и дипломатические успехи был записан в «Гостиной сотне» с приказом «служити с Москвы».

## Сочинения
- Путешествие Василия Гогары в 1634 году // Сказания русского народа / Собр. И. Сахаровым. — Изд. 3-е. — СПб.: Тип. Сахарова, 1849. — Т. 2.
- Житие и хождение в Иерусалим и Египет казанца Василия Яковлевича Гагары. — СПб, 1891.